# Park Sae-young
Park Sae-young (kor. 박새영; * 11. August 1994) ist eine südkoreanische Handballspielerin, die für die südkoreanische Nationalmannschaft aufläuft.

## Karriere

### Im Verein
Park Sae-young wurde im November 2016 im Draftverfahren der südkoreanischen Liga in der ersten Runde von der Mannschaft von Gyeongnam Development Corporation ausgewählt. Im Jahr 2019 wechselte die Torhüterin zu Samcheok City Hall. Mit Samcheok City Hall gewann sie 2023 die südkoreanische Meisterschaft. Im Januar 2024 erreichte sie als sechste Torhüterin der südkoreanischen H League die Marke von 1500 Paraden.

### In Auswahlmannschaften
Park Sae-young gewann mit der südkoreanischen Juniorinnenauswahl die Goldmedaille bei der U-20-Weltmeisterschaft 2014. Später rückte Park Sae-young in den Kader der südkoreanischen A-Nationalmannschaft auf, mit der sie die Goldmedaille bei den Asienspielen 2018 in Jakarta gewann. Bei der Asienmeisterschaft gewann sie 2017, 2018 und 2022 die Goldmedaille sowie 2024 die Silbermedaille. Bei den Olympischen Spielen 2024 in Paris parierte sie 39 von 147 gegnerischen Torwürfen.